# Löbnitz an der Linde

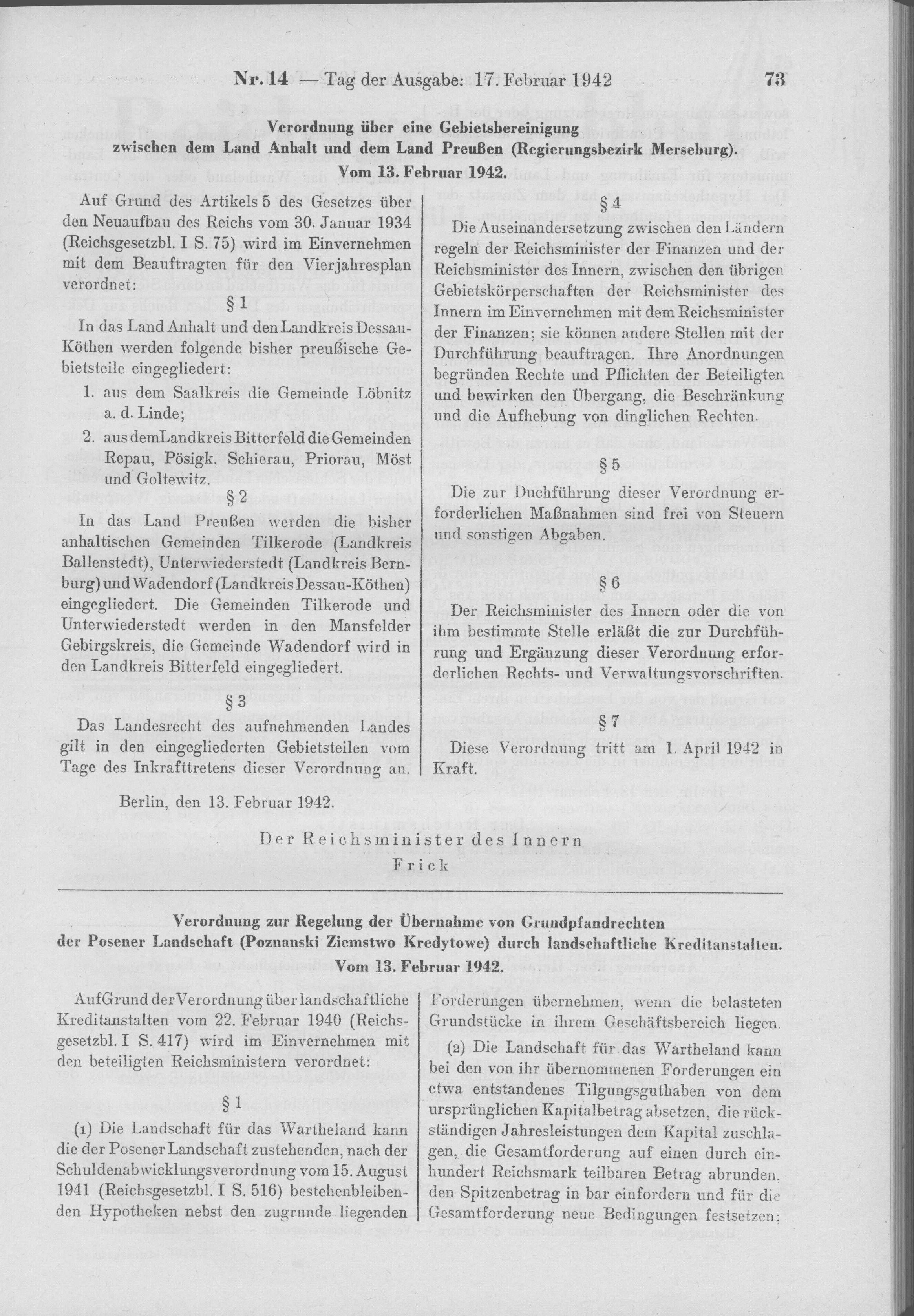
Verordnung über eine Gebietsbereinigung zwischen dem Land Anhalt und dem Land Preußen (Regierungsbezirk Merseburg) vom 13. Februar 1942

Löbnitz an der Linde ist eine Ortschaft der Stadt Köthen (Anhalt) im Landkreis Anhalt-Bitterfeld (Sachsen-Anhalt). Zu ihr gehören die Ortsteile Löbnitz an der Linde und Wenndorf.

## Geografische Lage
Löbnitz an der Linde liegt etwa 8 km südwestlich von Köthen im historischen Gebiet von Anhalt, zu dem es erst seit 1942 gehörte.

## Geschichte
Löbnitz, das im Hochmittelalter „Lubenize“ genannt wurde, leitet seinen Ortsnamen aus der früheren geomorphologischen Lage in einem Sumpfgebiet ab. Er wird mit „Sumpfdorf“ übersetzt. Der Beiname „an der Linde“ stammt von einer uralten, vor der aus dem 13. Jahrhundert stammenden Kirche stehenden Linde. Bevor der Kirchturm im Jahr 1829 erbaut wurde, hing in ihr eine Glocke namens „Bimmel“ mit einem Durchmesser von 0,57 m. Zu Zeiten der DDR wurde dieser Namenszusatz gestrichen, jedoch nach 1990 wieder beantragt. Als Beweis gilt ein alter Stempel von 1942 mit der Prägung „Löbnitz an der Linde“.
Die erste urkundliche Erwähnung von Löbnitz erfolgte im Jahre 1148. Bereits drei Jahre früher nahm Papst Lucius II. mit dem Kloster Nienburg auch die Siedlung Löbnitz in Besitz. Um 1200 gehörte Löbnitz zum Erzbistum Magdeburg, dessen weltlicher Besitz als Erzstift Magdeburg verwaltet wurde. Der heutige Ortsteil Wenndorf wurde 1529 erstmals urkundlich erwähnt. Er war bis 1564 im Besitz der Familie Wülknitz und gehörte zum Fürstentum Anhalt-Köthen. Mit dem Prager Frieden von 1635 wurde Löbnitz an der Linde, umgeben von Orten des Fürstentums Anhalt-Köthen, dem Kurfürstentum Sachsen zugesprochen. Bei diesem verblieb es auch nach dem Westfälischen Frieden (1648), bei dem das Erzstift Magdeburg als erbliches Herzogtum Magdeburg dem Kurfürstentum Brandenburg zugesprochen wurde. Nach dem Tod des letzten Administrators des Herzogtums Magdeburg, Herzog August von Sachsen-Weißenfels, ging das Herzogtum Magdeburg im Jahre 1680 an Brandenburg-Preußen über. In diesem Zuge nahm der brandenburgische Kurfürst Friedrich Wilhelm von Preußen den Treueschwur auf dem Territorium des Magdeburger Holzkreis ab, wodurch Löbnitz als Teil des Holzkreises zu Brandenburg-Preußen wechselte. Die Gerichtsbarkeit über den Ort lag bei der Dompropstei zu Magdeburg.
Zur Zeit der französischen Besetzung (1807 bis 1813) wurde die in Anhalt-Köthen liegende preußische Exklave Löbnitz an der Linde dem Königreich Westphalen angegliedert und dem Distrikt Halle im Departement der Saale zugeordnet. Der Ort gehörte zum Kanton Cönnern. Bei der politischen Neuordnung des preußischen Staatsgebiets nach dem Wiener Kongress 1815 wurde Löbnitz an der Linde im Jahr 1816 dem Regierungsbezirk Merseburg der preußischen Provinz Sachsen angeschlossen und dem Saalkreis zugeordnet.
Das anhalt-köthensche Wenndorf war im Jahr 1830 im Besitz der Familie von Renthe genannt Fink. Mit der Bildung des vereinigten Fürstentums Anhalt kam Wenndorf zu dessen Landkreis Köthen. Zur Zeit des Freistaats Anhalt wurde der Landkreis Köthen im Jahr 1932 dem Landkreis Dessau-Köthen angegliedert. 1. April 1942 wurde die bisher preußische Gemeinde Löbnitz an der Linde in den sie umgebenden anhaltischen Landkreis Dessau-Köthen eingegliedert, wodurch Wenndorf und Löbnitz an der Linde erstmals nicht mehr durch eine Landesgrenze getrennt wurden.
Bei der ersten Kreisgebietsreform in der DDR wurde am 1. Juli 1950 aus dem Landkreis Dessau-Köthen und dem Stadtkreis Köthen wieder ein Landkreis Köthen gebildet.
Am 20. Juli 1950 wurde die bis dahin eigenständige Gemeinde Wenndorf nach Löbnitz an der Linde eingemeindet.
Mit der zweiten Kreisreform im Jahr 1952 wurde Löbnitz a.L. dem Kreis Köthen im Bezirk Halle angegliedert, der 1990 zum Landkreis Köthen wurde und 2007 im Landkreis Anhalt-Bitterfeld aufging. Seit 1994 gehörte Löbnitz an der Linde zur Verwaltungsgemeinschaft Ziethetal. Am 1. Januar 2004 wurde diese aufgelöst und Löbnitz an der Linde nach Köthen (Anhalt) eingemeindet.